# 한국외식산업경영학회
한국외식경영학회는 외식산업과 관련된 학술연구, 정책개발, 업계지원 등 산학관 협동체제를 통한 대한민국 외식산업 학계 및 업계발전에 기여함을 목적으로 함 목적으로 2010년 1월 29일 설립된 대한민국 농림수산식품부 소관의 사단법인이다. 사무실은 강원특별자치도 강릉시 범일로579번길 24, 402호 (내곡동, 가톨릭관동대학교 청송관)에 있다.